# چه باید کرد؟ (رمان)
چه باید کرد؟ (روسی: ?Что делать ، به معنی: چه باید کرد؟) رمانی در سال ۱۸۶۳ است که توسط فیلسوف، روزنامه نگار و منتقد ادبی روسی، نیکلای چرنیشفسکی نوشته شده است. این کتاب در پاسخ به پدران و پسران (۱۸۶۲) تالیف ایوان تورگنیف نوشته شده است. شخصیت اصلی یک زن به نام ورا پاولونا است که از کنترل خانواده خود فرار می کند و به دنبال استقلال اقتصادی است. این رمان از ایجاد تعاونی های کوچک سوسیالیستی مبتنی بر کمون دهقانان روسیه حمایت می کند، اما از نوعی که به سمت تولید صنعتی گرایش پیدا کند. نویسنده این ایده را ترویج کرد که وظیفه روشنفکر آموزش و هدایت توده های زحمتکش در روسیه در مسیر سوسیالیسم است که سرمایه داری را دور می زند. یکی از شخصیت های این رمان، رحمتف، علی‌رغم نقش جزئی او، به نماد ماتریالیسم فلسفی و برجستگی رادیکالیسم روسیه تبدیل شد. این رمان همچنین در رؤیای یک شخصیت ، جامعه ای را به دست می آورد که "شادی ابدی" از یک نوع زمینی را به دست می آورد. این رمان "کتابچه ای از رادیکالیسم" نامیده شده‌است  و به بنیانگذاری جامعه سرزمین و آزادی منجر شد.  علاوه بر این، چه باید کرد؟ الهام بخش چندین نسل از انقلابیون در روسیه از جمله پوپولیست ها، نیهیلیست‌ها و مارکسیست‌ها است.

## معرفی طرح
در چهارچوب داستانی از یک زوج ممتاز که تصمیم می گیرند برای انقلاب کار کنند و بی رحمانه همه چیز را در زندگی خود تحقق بخشیدن به آرمان می دانند، این کار نقشه ای را برای زهد و فداکاری تا سرحد مرگ ارائه می داد که به ایده‌آل اولیه برای سوسیالیستم زیرزمینی امپراتوری روسیه تبدیل شد.

## حقایق جالب
این رمان در رویای چهارم ورا پاولووا، آلومینیوم را به عنوان "فلز آینده" ذکر می‌کند. با این حال، آلومینیوم فقط با شروع جنگ جهانی اول در سال ۱۹۱۴ مورد استفاده گسترده قرار گرفت. 

## مرجع در آثار دیگر
شخصیت هایی با نام خانوادگی کیرسانوف همچنین در پدران و پسران ایوان تورگنف ظاهر می شوند. 
فئودور داستایوفسکی با ایده های نیکولای چرنیشفسکی در یادداشت های زیرزمینی بحث می کند. او به ویژه، به ایده‌آل شدن چرنیشفسکی از کاخ کریستال پاسخ منفی می دهد، موضوعی که در ادبیات روسیه به آن اشاره می شود. 
تونی کوشنر، نمایشنامه نویس آمریکایی، چندین بار در نمایشنامه خود اسلاوها! به این کتاب رجوع کرده است. 
شخصیت اصلی آندره ژید، Les caves du Vatican (ماجراهای لافکادیو)، لافکادیو، شبیه رحمتف است. 
آخرین رمان ولادیمیر نابوکوف به زبان روسی هدیه، در فصل چهارم خود چه باید کرد؟ را تمسخر می کند. 